# Соколовская, Зинаида Кузьминична
Зинаи́да Кузьми́нична Соколо́вская (Новокша́нова) (5 ноября 1927, гор. Свободный Амурской области — 12 декабря 2014, Москва) — советский и российский историк науки и техники, биограф, библиограф. Доктор исторических наук. Заслуженный работник культуры РСФСР (1989). Член-корреспондент Международного астрономического союза (Комиссия по истории астрономии) (1971).

## Биография
В 1950 окончила Московский институт инженеров геодезии, аэрофотосъемки и картографии (МИИГАиК), факультет астрономо-геодезического приборостроения.
С этого же года — инженер-конструктор, затем старший инженер завода Аэрогеоприбор (Москва).
С 1992 — ведущий научный сотрудник Института истории естествознания и техники РАН.

### Основные работы
- Новокшанова З. К. Карл Иванович Теннер: Военный геодезист. — М.: Геодезиздат, 1957. — 104 с.
- Новокшанова З. К. Фёдор Фёдорович Шуберт — военный геодезист (1789—1865). — М.: Геодезиздат, 1958. — 80 с.
- Новокшанова З. К. Иероним Иванович Стебницкий: военный геодезист, географ, учёный. — М.: Геодезиздат, 1960. — 96 с.
- Новокшанова З. К. Алексей Андреевич Тилло: Картограф, геодезист и географ (1839—1899). — М.: Геодезиздат, 1961. — 120 с. — 2000 экз.
- Новокшанова (Соколовская) З. К. Василий Яковлевич Струве (1793—1864) / АН СССР. — М.: Наука, 1964. — 296 с. — (Научно-биографическая серия). — 3200 экз.
- Новокшанова-Соколовская З. К. Картографические и геодезические работы в России в XIX — начале XX в. / Отв. ред. В. Г. Селиханович; АН СССР, Институт истории естествознания и техники. — М.: Наука, 1967. — 268 с.
- Розенфельд Б. А., Рожанская М. М., Соколовская З. К. Абу-р-Райхан ал-Бируни. — М.: Наука, 1973. — 272 с. — (Научно-биографическая серия). — 10 500 экз.
- Соколовская З. К. 200 научных биографий: Библиографический справочник / АН СССР. — М.: Наука, 1975. — 104 с. — (Научно-биографическая серия). — 50 000 экз.
- Соколовская З. К. 300 биографий учёных: О книгах серии «Научно-биографическая литература», 1959—1980: Биобиблиографический справочник / Отв. ред. акад. А. Я. Яншин; АН СССР. — М.: Наука, 1982. — 392 с. — (Научно-биографическая серия). — 20 000 экз.
- История науки и техники в биографиях : 17-й Междунар. конгр. по истории науки. Калифорн. ун-т, Беркли, 1985 / З. К. Соколовская, А. Л. Яншин. — М. : Наука, 1985. — 20 с.; 22 см.
- Соколовская З. К. 400 биографий учёных: О серии «Научно-биографическая литература». 1959—1986: Биобиблиографический справочник / Отв. ред. А. Я. Яншин; АН СССР. — М.: Наука, 1988. — 512 с. — (Научно-биографическая серия). — 24 000 экз. — ISBN 5-02-001369-2.
- Матвиевская Г. П., Соколовская) З. К. Улугбек. 1394—1449 / Отв. ред. М. М. Рожанская; Рос. акад. наук. — М.: Наука, 1997. — 156 с. — (Научно-биографическая серия). — 470 экз. — ISBN 5-02-003674-9.
- Соколовская З. К., Соколовский В. И. 550 книг об учёных, инженерах и изобретателях: Справочник-путеводитель по серии РАН «Научно-биографическая литература». 1959—1997 / Отв. ред. акад. А. Я. Яншин; Рец.: Н. К. Ламан, Г. П. Матвиевская;  РАН. — М.: Наука, 1999. — 544, [56] с. — (Научно-биографическая литература). — 500 экз. — ISBN 5-02-002437-6.

### Ответственный редактор
- Глушков В. В. Николай Дмитриевич Артамонов — военный геодезист и картограф / Отв. ред.: С. И. Матвеев, З. К. Соколовская-Новокшанова; Рос. акад. наук, Ин-т истории естествознания и техники им. С. И. Вавилова. — М.: Наука, 2007. — 144, [24] с. — ISBN 978-5-02-034061-9.